# Bomolocha zilla
Bomolocha zilla är en fjärilsart som beskrevs av Butler 1879. Bomolocha zilla ingår i släktet Bomolocha och familjen nattflyn. Inga underarter finns listade i Catalogue of Life.